# Evharistični križ, Trdkova
Križ (višina: 15 m) je postavljen v kraju Trdkova in v občini Kuzma. 

## Namen in pomen postavitve
Sam križ predstavlja simboliko sožitja treh narodov.
Križ na trdkovskem »Slamarovem bregu« so postavili leta 1998 kot simbol krščanske edinosti in pomnik Ciril-Metodove misijonarske poti ter troedine kulture, tradicije in zgodovine na stičišču mejnih narodov iz Madžarske, Slovenije in Avstrije. 